# Thymallus svetovidovi
Thymallus svetovidovi is een straalvinnige vissensoort uit de familie van de zalmen (Salmonidae). De wetenschappelijke naam van de soort is voor het eerst geldig gepubliceerd in 2009 door Knizhin & Weiss.